# テレビヤン
テレビヤンは、日本の近畿地方の広域テレビ局・讀賣テレビ放送（読売テレビ・ytv）が過去に使用していたマスコットキャラクターである。2000年7月1日誕生。顔がテレビの形をしている。デザイナーは仲里カズヒロ。
初期のテレビヤンと比べ、2代目テレビヤン（2002年9月1日から使用）は、丸っぽくなっている。
かつてはベリカード（生駒山親局送信所の全景写真）やポストカードにも使用されていたことがあったほか、地上デジタル放送の受信機表示アイコンでも「10」のロゴとともに使用されていた。
また、読売テレビ製作番組のエンディングで、テレビヤンが表示されていた。全国ネット番組も含まれる。
例、製作著作よみうりテレビ （テレビヤン）
2007年3月31日に役目を終え、翌日の4月1日から開局50周年（2008年）記念プロジェクトの一環として、新マスコットキャラクターの「ウキキ」が誕生した。またこれと同時に、読売テレビの愛称及び製作番組のエンディングのクレジット表示が「よみうりテレビ」から「ytv」に変更された。